# Jardins de Marqueyssac
Les jardins de Marqueyssac se situent sur la commune de Vézac, dans le département français  de la Dordogne, en région Nouvelle-Aquitaine. Ils sont inscrits sur la  liste des jardins remarquables de France.

## Présentation

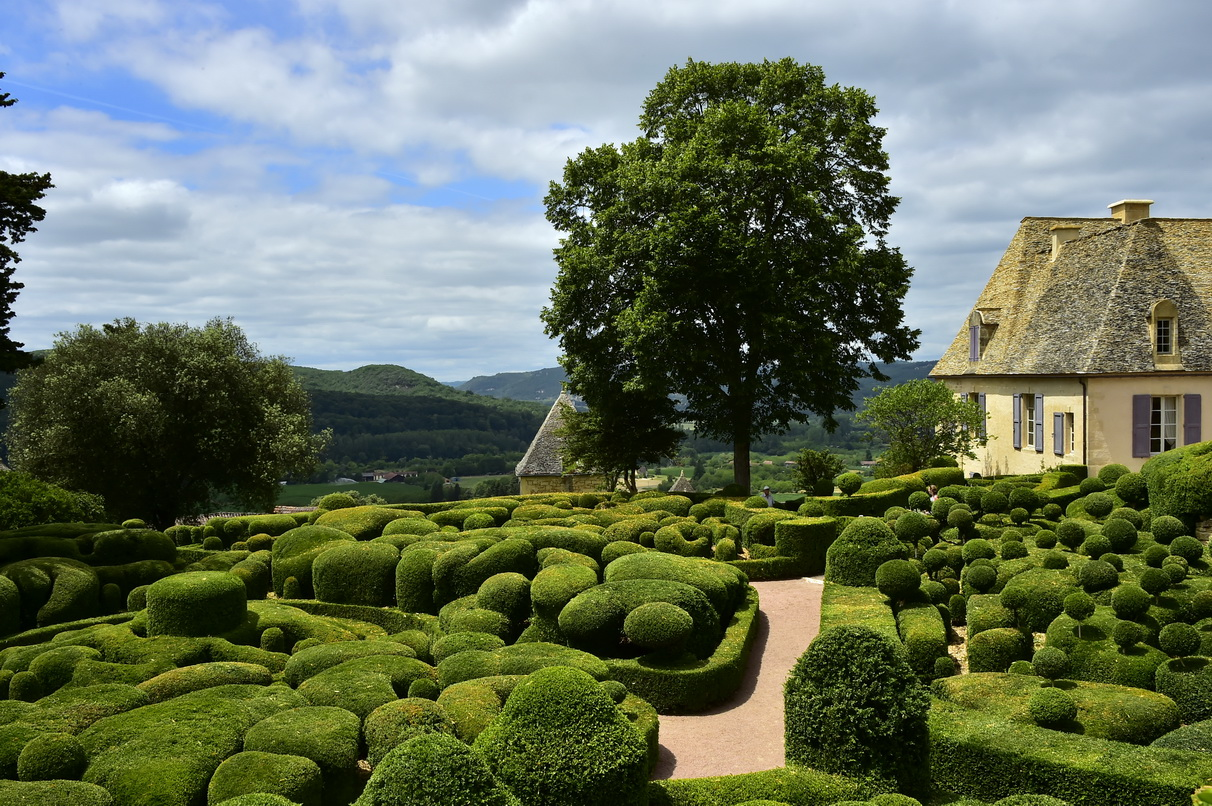
Les jardins de Marqueyssac.

Le parc du château de Marqueyssac est un domaine privé de vingt-deux hectares aménagé autour d’un château du XVIIIe siècle. Ses aménagements sont typiques de ce qui était réalisé en France sous Napoléon III. Il a été créé sous la forme d'un jardin de buis surmonté de cyprès et parsemé de cyclamens de Naples par Julien de Cerval, après 1861, quand il revient d'Italie après son intervention, dès 1849, pour défendre les États pontificaux.
Dix-neuf hectares forment un site classé pour son « intérêt pittoresque et historique » depuis l'arrêté ministériel du 16 décembre 1969.
Les propriétaires successifs n'ayant plus eu les moyens d'entretenir les jardins après la Seconde Guerre mondiale, Kléber Rossillon, gestionnaire du château de Castelnaud voisin, reprend la gestion du château et l'entretien des jardins en 1996. Les buis centenaires sont taillés à la main faisant de ces jardins un royaume de l'art topiaire avec un parfum d'Italie. Les jardins ouvrent au public en mars 1997.
Aménagé sur un éperon rocheux à 130 mètres au-dessus de la rivière, le parc offre une vue de la vallée, des châteaux et villages avoisinants, dont Beynac-et-Cazenac, Fayrac, Castelnaud-la-Chapelle, La Roque-Gageac et Domme.
En 2022, les jardins ont attiré 220 000 visiteurs, ce qui en fait le quatrième site touristique du département.

## Dinosaure
En décembre 2016, Kléber Rossillon, propriétaire du domaine ainsi que du proche château de Castelnaud, et gérant d'autres lieux touristiques (caverne du Pont-d'Arc, musée de Montmartre), achète aux enchères un squelette presque complet d'un Allosaurus, un dinosaure théropode nord-américain datant du Jurassique supérieur, qui est exposé dans un pavillon du parc de Marqueyssac.

## Distinctions
Lauréat du Grand Prix des Jardins EBTS France en 2024.

## Photothèque

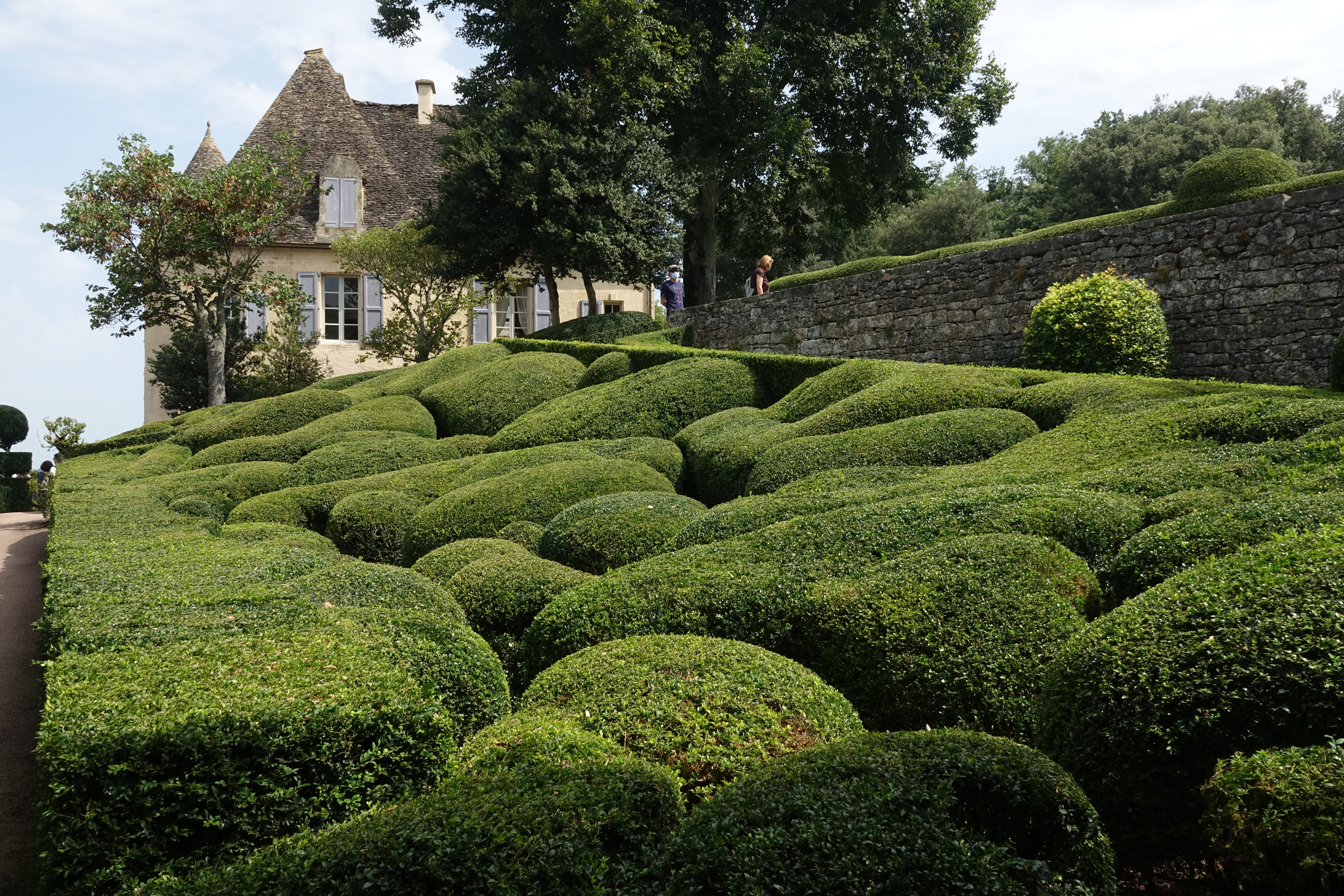
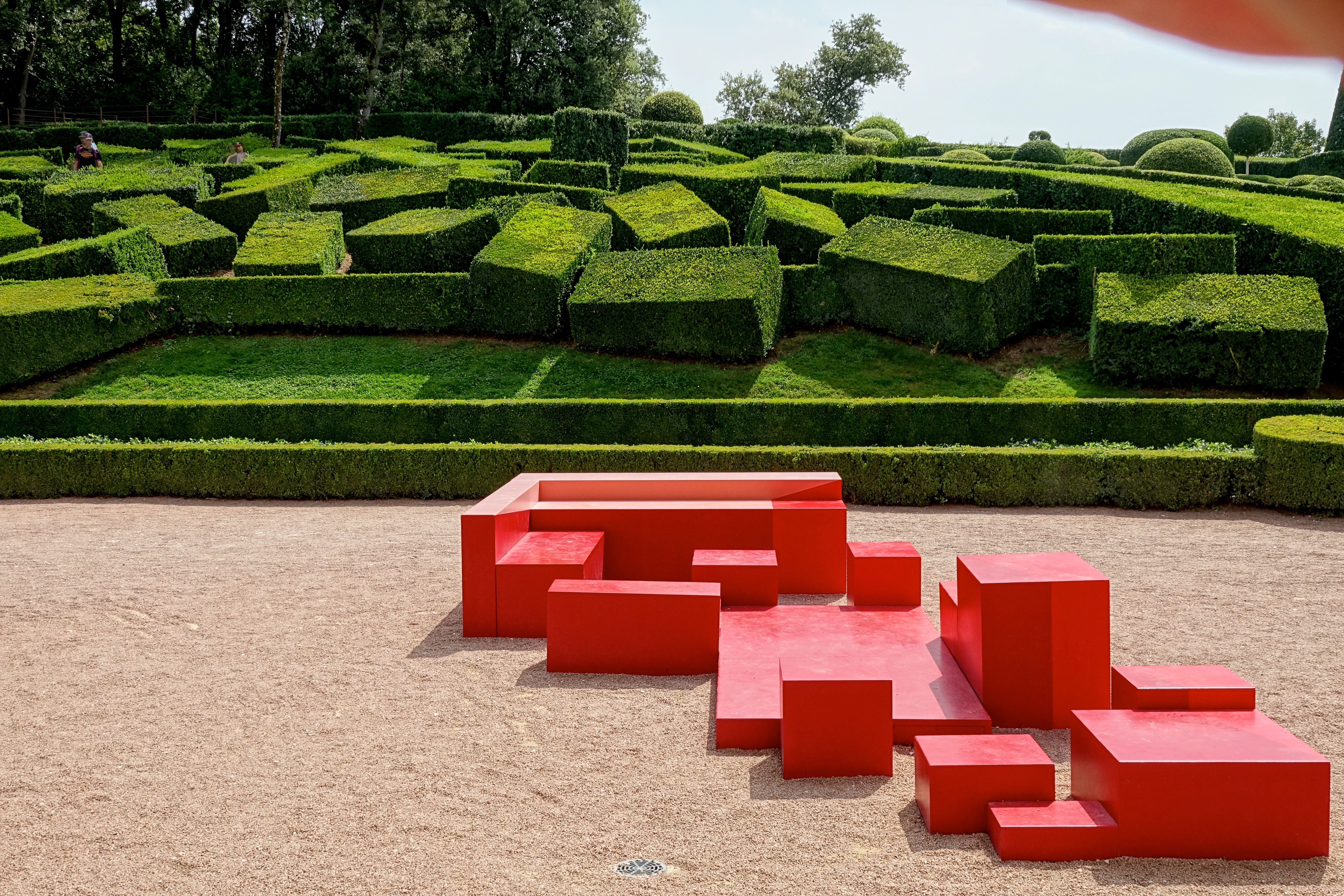
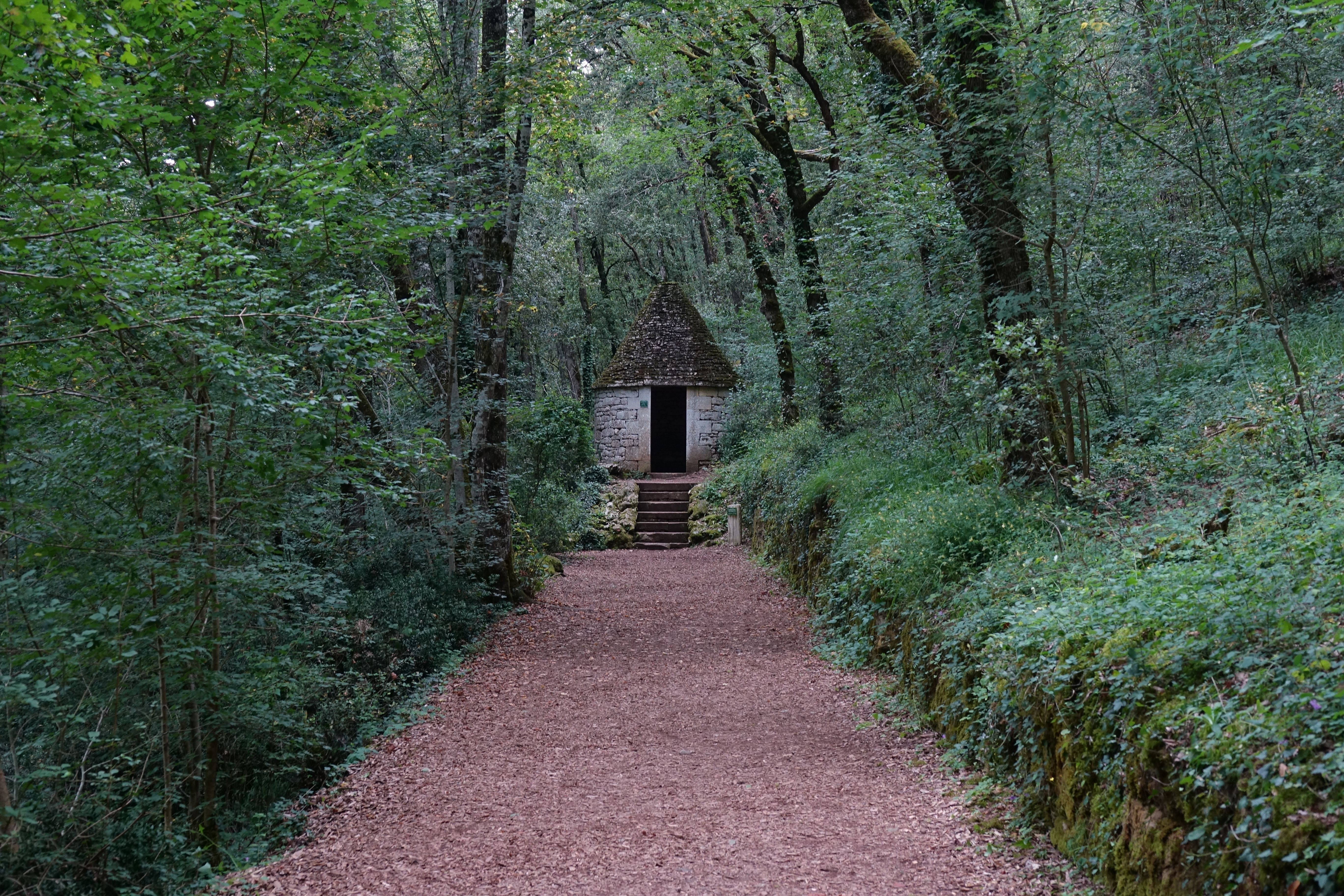
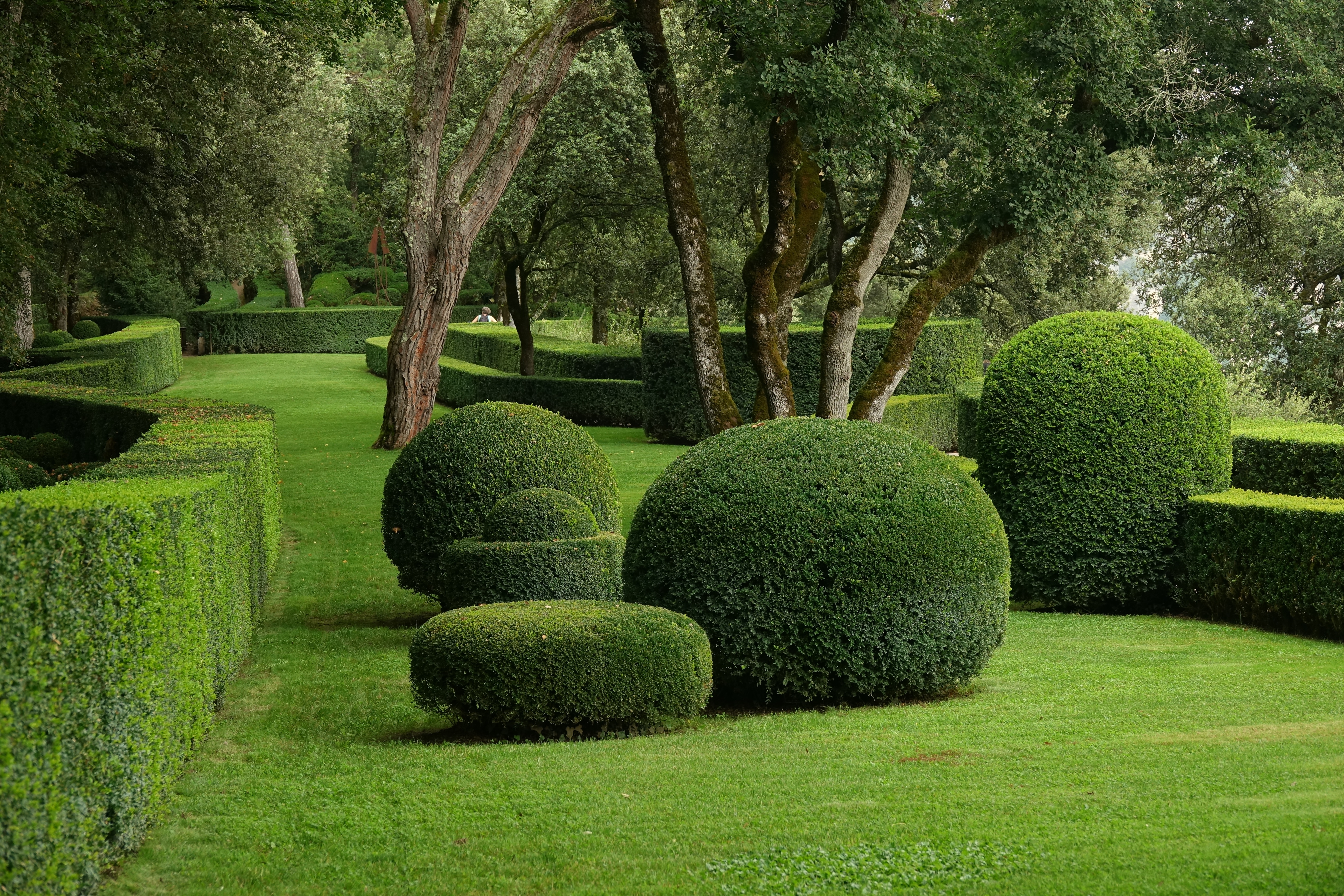